# Kadışehri
Kadışehri ist eine Stadt und Hauptort des gleichnamigen Landkreises der türkischen Provinz Yozgat. Der Ort liegt etwa 90 Kilometer östlich der Provinzhauptstadt Yozgat. Die Kreisstadt ist über eine Landstraße mit Çekerek im Westen sowie mit Sulusaray im Osten verbunden. Am 6. Juni 1976 wurde Kadışehri zu einer Gemeinde (Belediye) erhoben.

## Landkreis
Der Landkreis liegt im Nordosten der Provinz. Er grenzt im Süden an den Landkreis Akdağmadeni, im Südwesten an den Kreis Saraykent, im Westen an den Kreis Çekerek und im Norden und Osten an die Provinz Tokat. Die südliche Landkreisgrenze folgt etwa dem Lauf des Çekerek Çayı. Durch den Norden zieht sich von Ost nach West ein Teil des Gebirges Deveci Dağları. Dort entspringen zahlreiche kleine Flüsse, die nach Norden aus dem Gebiet des Kreises fließen und zumeist dem Çekerek Çayı im Nordwesten oder dem weiter entfernten Yeşilırmak im Nordosten zufließen. Die dem Çekerek zugehörigen Kara Dere und Akdoğan Deresi bilden an ihrem Zusammenfluss einen Stausee.

Der Landkreis wurde am 20. Mai 1990 (Gesetz Nr. 3644) aus dem östlichen Teil des Landkreises Çekerek abgespalten. Bis dahin war er ein Bucak in diesem Kreis und hatte bei der letzten Volkszählung vor der Gebietsänderung (1985) eine Bevölkerung von 21.540, was einem Anteil von 29 % der damaligen Kreisbevölkerung entsprach.
Ende 2020 bestand der Kreis neben der Kreisstadt (43,6 % der Kreisbevölkerung) mit Halıköy (2298 Einwohner) aus einer weiteren Gemeinde (Belediye). Des Weiteren gehörten noch 20 Dörfer (Köy) mit durchschnittlich 189 Bewohnern zum Kreis. Die Skala der Einwohnerzahlen reichte dabei von 506 (Yavuhasan) herunter bis auf 53, acht Dörfer hatten mehr Einwohner als der Durchschnitt. Im Jahr 2018 wurden fünf ehemalige Dörfer zu Stadtvierteln (Mahalle) der beiden Städte erklärt. Akçakale, Yoncalık und Yukarıkızılöz kamen zu Halıköy und Yakacık sowie Yangı kamen zu Kadışehri.
Mit einer Bevölkerungsdichte von 22,8 lag der Landkreis unter jener der Provinz (30,6 Einw. je km²). Ende 2020 betrug der städtische Bevölkerungsanteil 43,56 Prozent.